# دونا هارتلی
دونا هارتلی (انگلیسی: Donna Hartley; ۱ مهٔ ۱۹۵۵ – ۷ ژوئن ۲۰۱۳) ورزشکار دو و میدانی اهل بریتانیا بود.